# Arnold Walter (Musikpädagoge)
Arnold Maria Walter (* 30. August 1902 in Hannsdorf/Mähren, Österreich-Ungarn; † 6. Oktober 1973 in Toronto) war ein tschechisch-kanadischer Komponist, Musikpädagoge und -schriftsteller.

## Leben
Walter besuchte das Gymnasium in Brünn und verdiente mit Nachhilfeunterricht Geld, um Kompositionsunterricht bei Bruno Weigl, einem Schüler Bruckners, nehmen zu können. Auf Wunsch seines Vaters studierte er in Prag Jura, ging dann aber nach Berlin, wo er an der Universität bei Hermann Abert, Curt Sachs und Johannes Wolf studierte und daneben privaten Klavierunterricht bei Rudolf Breithaupt und Frederic Lamond und Kompositionsunterricht bei Franz Schreker nahm.
Er wurde Autor der Musikzeitschrift Melos und Anfang der 1930er Jahre Kolumnist der Weltbühne und Musikkritiker des Vorwärts. 1933 flüchtete er vor den Nationalsozialisten nach Mallorca und ging mit Ausbruch des spanischen Bürgerkrieges 1936 nach England, wo er auf dem Gebiet der Volksmusikforschung aktiv war.
1937 erhielt er einen Lehrauftrag am Upper Canada College, wo er bis 1943 unterrichtete. 1945 wurde er an das Royal Conservatory of Music berufen, um dort die Ergebnisse des Ernest-Hutcheson-Reports über die Reorganisation des höheren Musikausbildung umzusetzen. Er gründete hier die Senior School als Abteilung für fortgeschrittene Studien und die Royal Conservatory Opera School, für die er den Dirigenten Nicholas Goldschmidt und den Regisseur Felix Brentano gewann. 1947 hatte die Opernschule großen Erfolg mit der Aufführung von Smetanas Verkaufter Braut.
1946 führte Walter das erste Unterrichtsprogramm Kanadas für Musiklehrer der Elementar- und Sekundarschulen ein. Mit Doreen Hall führte er 1955 am Royal Conservatory die ersten Kurse Nordamerikas für die orffsche Unterrichtsmethode ein. Zwischen 1952 und 1968 arbeitete er mit Hall an einer englischsprachigen Ausgabe des Orff-Schulwerkes.
Von 1952 bis 1968 war Walter Direktor der Musikfakultät der University of Toronto. Seine bekanntesten Schüler waren Paul McIntyre, Phil Nimmons und Clermont Pépin. Neben seiner Lehrtätigkeit war Walter u. a. Präsident des Canadian Music Council (1965–66) und des Canadian Music Centre (1959 und 1970) sowie Herausgeber des Canadian Music Journal (1956–62).
In seinen Kompositionen blieb Walter stilistisch der von Mahler, Strauss, Debussy und dem jungen Schönberg verkörperten Spätromantik verbunden. Er schrieb neben sinfonischen Werken Klavier- und Kammermusik.
1972 wurde Walter Offizier des Order of Canada. 1974 benannte die University of Toronto den Konzertsaal des Edward Johnson Building nach ihm und stiftete den Arnold Walter Award für Studenten. Seine Stieftochter Trudi Le Caine, die Frau des Komponisten Hugh Le Caine, wurde für ihre Verdienste um die Förderung der Musikausbildung von Kindern als Mitglied des Order of Canada ausgezeichnet.

## Werke
- Sonatina for Cello and Piano, 1940
- Trio for Violin, Cello and Piano, 1940
- Sonata for Violin and Piano, 1940
- Symphony in G Minor für großes Orchester, 1942
- Suite for Piano, 1945
- For the Fallen für Sopran, gemischten Chor und Orchester, 1949
- Concerto for Orchestra, 1958
- Sonata for Pianoforte, 1950
- Summer Idyll für Tonband, 1960